# Supermarine Spiteful
Il Supermarine Spiteful fu un caccia realizzato dalla Supermarine Aviation Works durante la seconda guerra mondiale per la specifica F.1/43 del Ministero dell'Aviazione britannico. Lo Spiteful avrebbe dovuto essere il successore dello Spitfire e avrebbe montato il motore Rolls-Royce Griffon.

## Storia del progetto
Sul finire del 1942 gli ingegneri della Supermarine, analizzando la struttura dello Spitfire, capirono che, benché fosse molto robusta (arrivava a sopportare quasi la velocità del suono), rimaneva un limite per la macchina, che non avrebbe potuto avere miglioramenti in velocità. Per superare il problema si decise di adottare un nuovo profilo alare, simile a quello usato sul North American P-51 Mustang, con l'obiettivo di migliorarne l'aerodinamica per alte velocità. Allo stesso tempo, per facilitare la produzione su larga scala, si decise di abbandonare l'ala ellittica per una trapezoidale, simile a quella del caccia americano. Per rendere più efficiente il carrello in fase di atterraggio si decise di spostarlo verso l'esterno e di invertirne la direzione di apertura (sullo Spitfire il carrello si apriva verso l'interno. Sullo Spiteful lo si fece aprire verso l'esterno: aumentando la larghezza complessiva del carrello diminuivano i rischi di ribaltamenti laterali).
La nuova ala fu sperimentata la prima volta il 30 giugno 1944 da Jeffrey Quill, su uno Spitfire XIV (NN660), per verificare le differenze in volo tra i due tipi di ala. Lo Spitfire con ali modificate aveva prestazioni in velocità superiori a quello con ala ellittica, ma presentava anche numerosi svantaggi - ad esempio stallava facilmente - che non lo resero competitivo con lo Spitfire dall'ala originale, progettata da R. J. Mitchell.
Nel frattempo tuttavia si ebbe la possibilità di risolvere alcuni dei problemi che affliggevano lo Spitfire: furono migliorate la visibilità anteriore del pilota e la stabilità, adottando timoni più grandi; quest'ultima caratteristica divenne importantissima dopo che fu introdotto sul caccia inglese il motore Griffon, molto più potente del Merlin, ma che aumentava di molto l'instabilità generale del velivolo. Si aggiunga che nelle ultime versioni dello Spitfire fu usata un'elica quadripala, e sul velivolo NN664 addirittura una pentapala. Queste modifiche diedero origine a un aereo sensibilmente diverso da quello originale, che così fu chiamato Spiteful (era stato suggerito Victor, ma la proposta non fu accettata).

### La coda dello Spiteful
I timoni ingranditi dello Spiteful furono montati anche sulle versioni Mk 22 e 24 dello Spitfire e sulle versioni Mk 46 e 47 del Seafire. Questo tipo di coda è noto come Spiteful Type.

### Gli Spiteful a getto
Tra il 1943 e il 1944 Joe Smith suggerì di progettare un nuovo aereo che sfruttasse l'ala dello Spitfire e il nuovo motore a getto progettato dalla Rolls-Royce (in seguito chiamato Nene). Questa proposta fu accettata e fu pubblicata la specifica E.10/44 dal Ministero dell'aviazione che fu subito nominata Jet Spiteful. Il prototipo (TS409) volò il 27 luglio 1946. Il prototipo non fu mai ordinato perché sostanzialmente non era migliore rispetto ai suoi concorrenti: il Gloster Meteor e il de Havilland Vampire. Il progetto interessò la marina che emise la specifica E.1/45. Il caccia, rinominato Attacker fece una veloce e brillante carriera tra le file della Fleet Air Arm e della Pakistan Air Force.

## Impiego operativo
La prima versione dello Spiteful fu la Mk XIV (la numerazione riprendeva quella dello Spitfire da cui era stato sviluppato); ne furono ordinati 150 esemplari, ma con l'avvento dei caccia a reazione fu subito chiaro che il futuro sarebbe stato segnato dal nuovo tipo di propulsione, e così furono prodotti solo una manciata di Spiteful. Tuttavia, poiché non si pensava ancora che sulle portaerei sarebbero entrati in servizio aerei jet, fu realizzata una versione navalizzata dello Spiteful - specifica N.5/45 - che in seguito fu chiamata Seafang.
Il Seafang era dotato di ali ripiegabili, di gancio d'arresto, montava un motore Griffon 89 o 90 alimentato da un carburatore maggiorato e inoltre utilizzava eliche controrotanti a sei pale. Il primo prototipo fu uno Spiteful XV convertito, ma il successo del progetto de Havilland Vampire sulla HMS Ocean, nel 1945, fece cadere l'utilità d'imbarcare un aereo a pistoni.
Dopo la fine del secondo conflitto mondiale la Supermarine entrò in affari con la Société nationale de constructions aéronautiques du Nord (SNCAN) per la produzione sotto licenza dello Spiteful in Francia, ma il tutto si concluse con un nulla di fatto, e i caccia a pistoni sparirono per sempre dai cieli d'Europa.

## Varianti
- Spiteful F Mk XIV 19 esemplari costruiti

Motore: Griffon 85 (2 375 hp)
Peso: 4 510 kg
Velocità massima: 767 km/h
- Spiteful F Mk XV 1 esemplare costruito (convertito in seguito nel prototipo del Seafang)

Motore: Griffon 89 (2 350 hp)
Peso: 4 620 kg
Velocità massima: 778 km/h
- Spiteful F Mk XVI 2 esemplari costruiti (convertiti dal Mk XIV)

Motore: Griffon 101 (2 420 hp)
Peso: 4 510 kg
Velocità massima: 795 km/h
- Seafang F Mk XXXI 8 esemplari costruiti

Motore: Griffon 61
- Seafang F Mk XXXII 2 esemplari costruiti

Motore: Griffon 89 (2 350 hp)

## Utilizzatori
Regno Unito
- Royal Air Force

## Velivoli comparabili
Australia
- CAC CA-15

 Germania
- Messerschmitt Me 309

 Regno Unito
- Supermarine Spitfire
- Supermarine Seafang
- Supermarine Attacker
- Hawker Sea Fury
- Martin-Baker MB 5

 Stati Uniti
- North American P-51 Mustang